# Тромбоцитопатія
Тромоцитопатія — порушення системи гемостаза, в основі якого лежить якісний дефект і дисфункція тромбоцитів.
Тромбоцитопатія характеризується розвитком спонтанних і посттравматичних шкірно-слизових кровотеч.
Розпізнавання і диференціація тромбоцитопатії ґрунтується на виявленні кровоточивості мікроциркуляторного типу з порушенням функціональних властивостей, морфології та біохімічних характеристик тромбоцитів.
| захворювання | Це незавершена стаття про хворобу, синдром або розлад. Ви можете допомогти проєкту, виправивши або дописавши її. |